# Осники (Кременецький район)

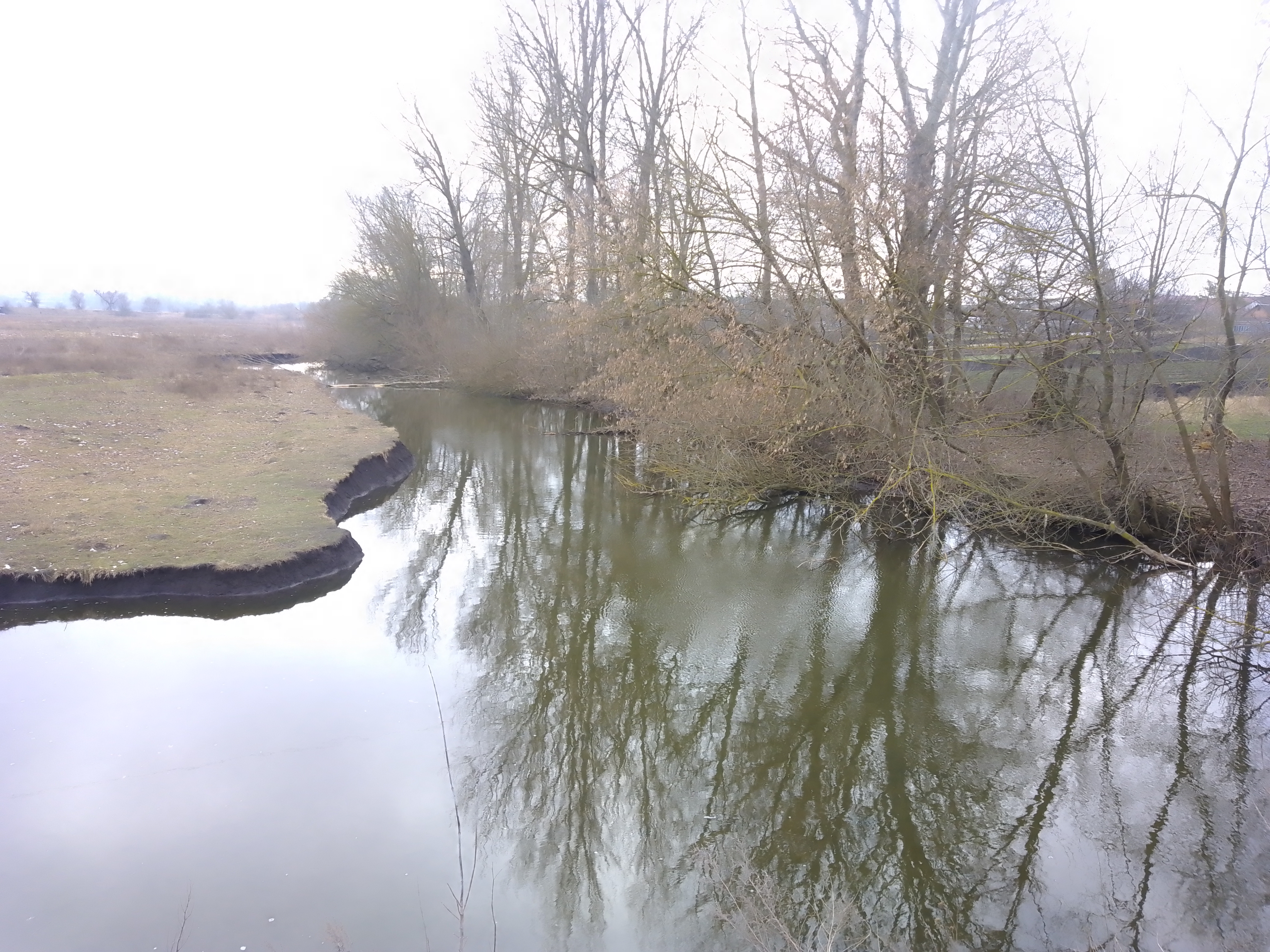
Річка Жердь біля села

Осни́ки — село в Україні, у Лановецькій міській громаді Кременецького району Тернопільської області. Розташоване на річці Жердь, на сході району. До 2020 підпорядковувалось Молотківській сільській раді.
Населення — 204 особи (2003).

## Населення

### Мова
Розподіл населення за рідною мовою за даними перепису 2001 року:
| Мова       | Кількість | Відсоток |
| ---------- | --------- | -------- |
| українська | 211       | 100%     |

## Історія
Перша писемна згадка — 1545 року.
У 1629 році Осники спалили турецько-татарські нападники.
1 січня 1924 року ліквідовану свого часу Лановецьку волость було відновлено як ґміну Ланівці Кременецького повіту і до неї приєднано вилучене із ґміни Білозірка село Осники. 
На 1936 рік село входило до ґміни Білозірка Кременецького повіту. 
У міжвоєнний період в селі дислокувалась прикордонна стражниця KOP «Ośniki». 
16 листопада 1943 (за іншими даними 17 листопада 1943)  німецько-нацистські війська спалили 118 хат і вбили 187 осіб.  Для участі у цій операції на допомогу роті капітана Фьорстера німецькі окупанти направили власівців. За іншими даними, це були залишки 101-го і 105-го поліцейських батальйонів, яких ще не відправили до Білорусії (ГДА СБУ, спр. 2, т. 1, арк. 20)
В УПА воювали місцеві жителі Василь Данилюк (1929 р. н.), Павло Лахманюк (1926 р. н.) та Олексій Сопронюк (1923 р. н.), за зв’язки з ОУН і УПА 10 мешканців вивезено на спецпоселення.
У Червоній армії на фронтах німецько-радянської війни загинули мешканці села Никифор Баб’юк (1907–1944), Іван Бенедюк (1924–1944), Андрій Дацюк (1926–1944), Іван Романчук (1926–1945), Микола (1917–1944) та Филимон (1904–1944) Сівчуки, Митрофан Сопронюк (1910–1944); 9 осіб пропали безвісти.
12 червня 2020 року, відповідно до розпорядження Кабінету Міністрів України № 724-р «Про визначення адміністративних центрів та затвердження територій територіальних громад Тернопільської області» увійшло до складу Лановецької міської громади.
19 липня 2020 року, в результаті адміністративно-територіальної реформи та ліквідації Лановецького району, село увійшло до складу Кременецького району.

## Пам'ятки
Є церква святого апостола і євангеліста Іоана Богослова (2000, мурована), капличка.
Споруджено пам'ятник жертвам нацизму й односельцям, полеглим у німецько-радянській війні 
(1985).

## Соціальна сфера
Діє садочок- Росинка, магазин

## Відомі люди
В Осниках народився доктор фізико-математичних наук, професор Федір Сопронюк.

## Галерея

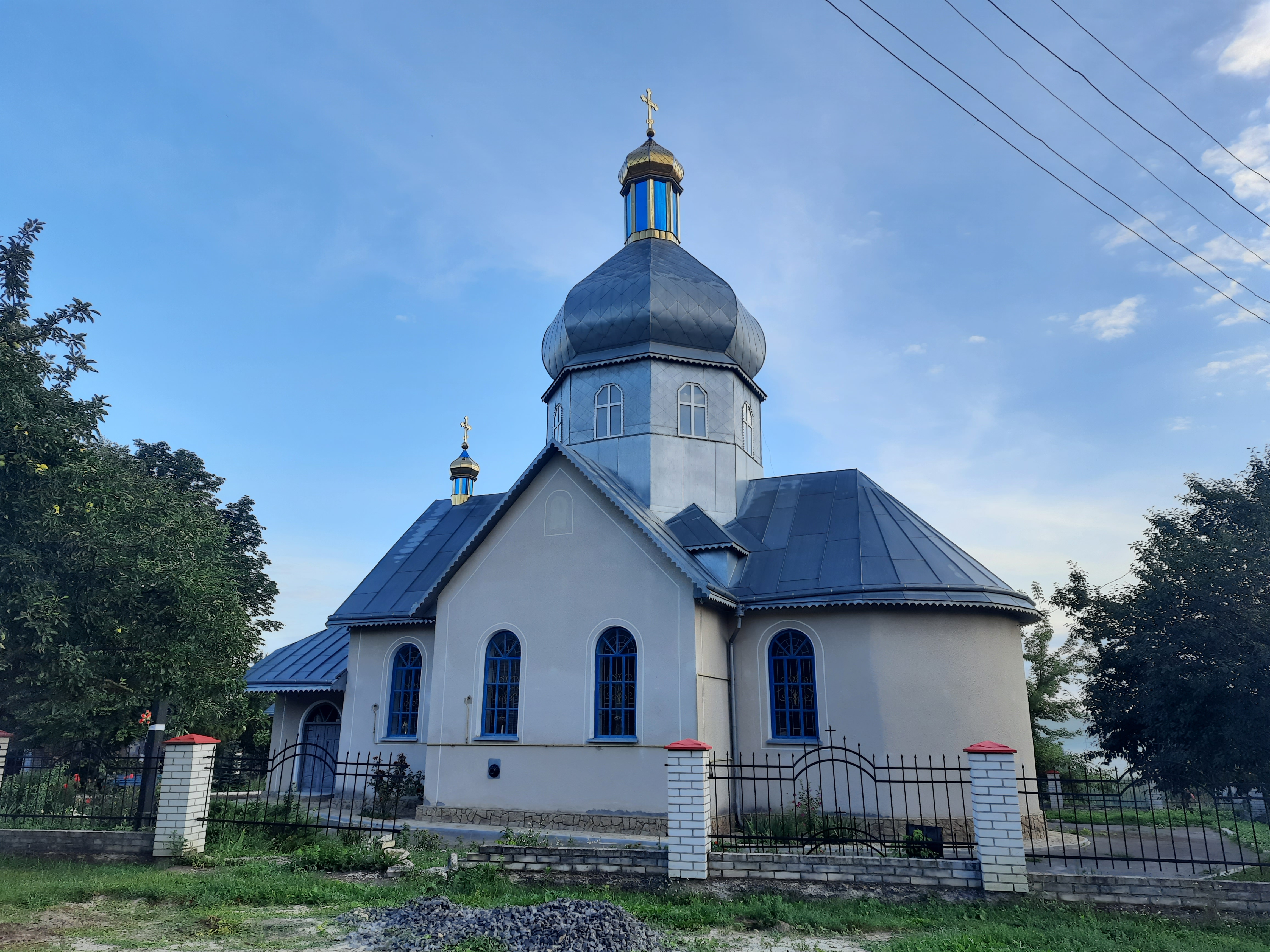
Церква святого апостола і євангеліста Іоана Богослова
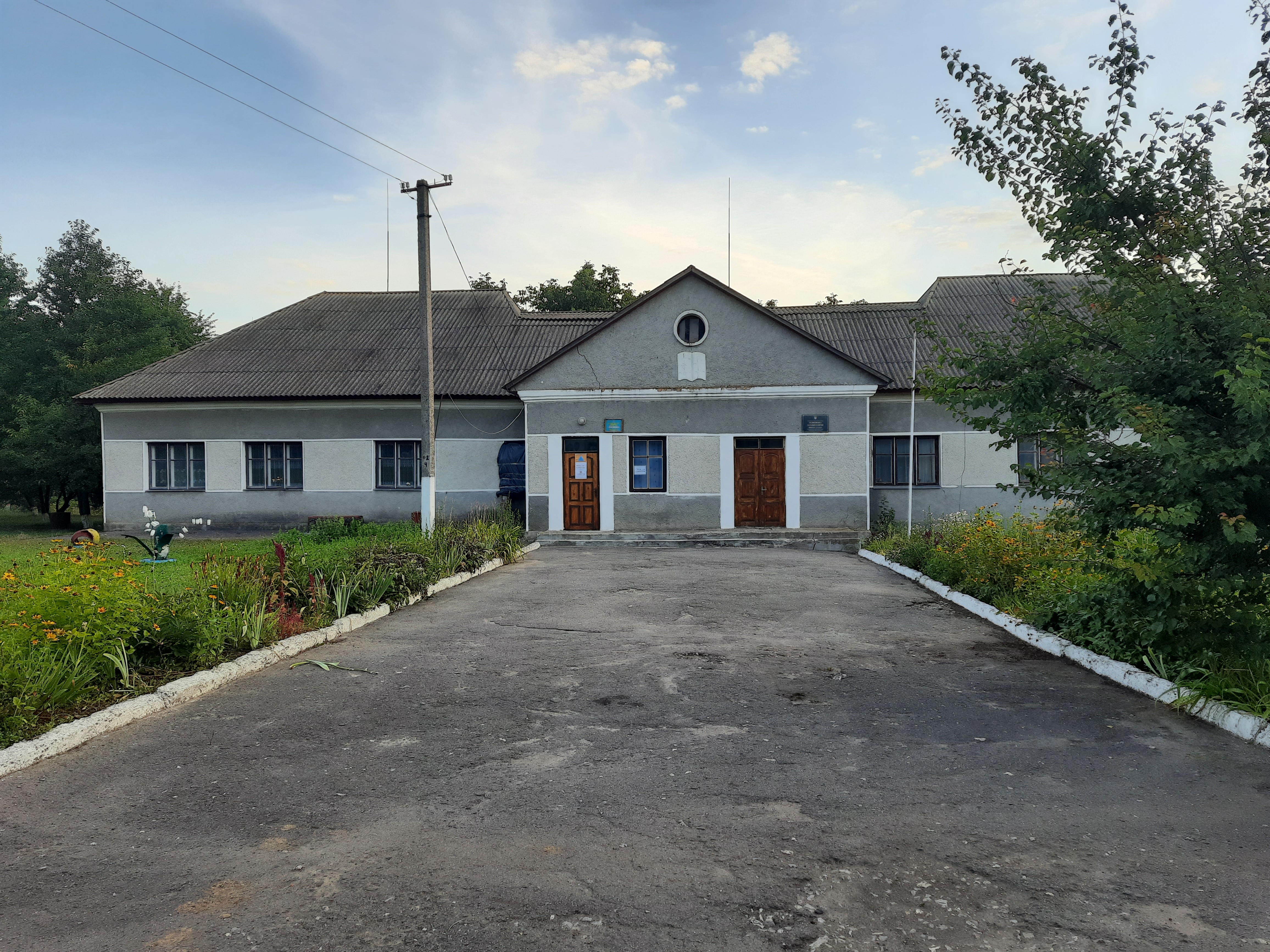
Школа
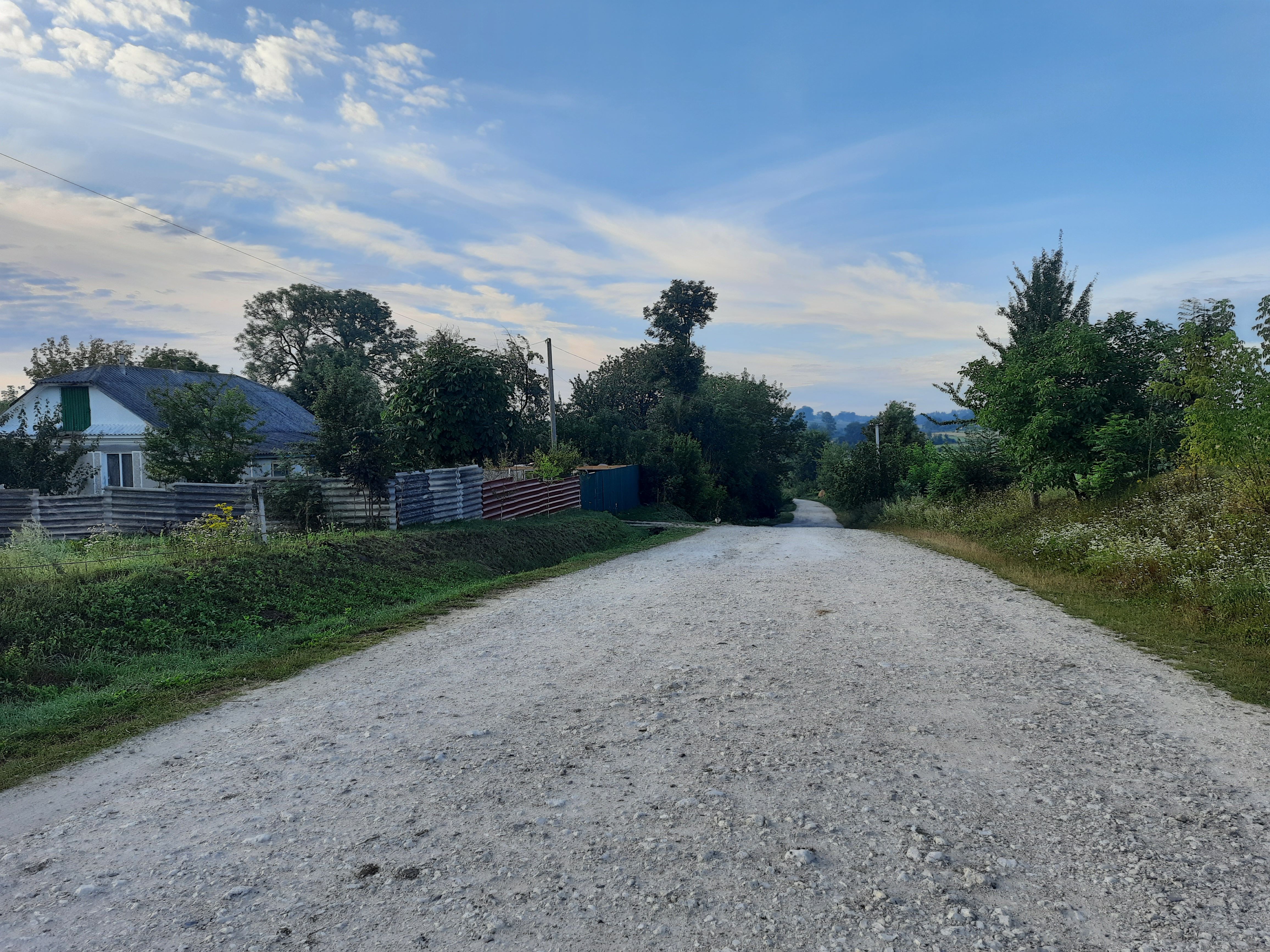
Сільська вулиця
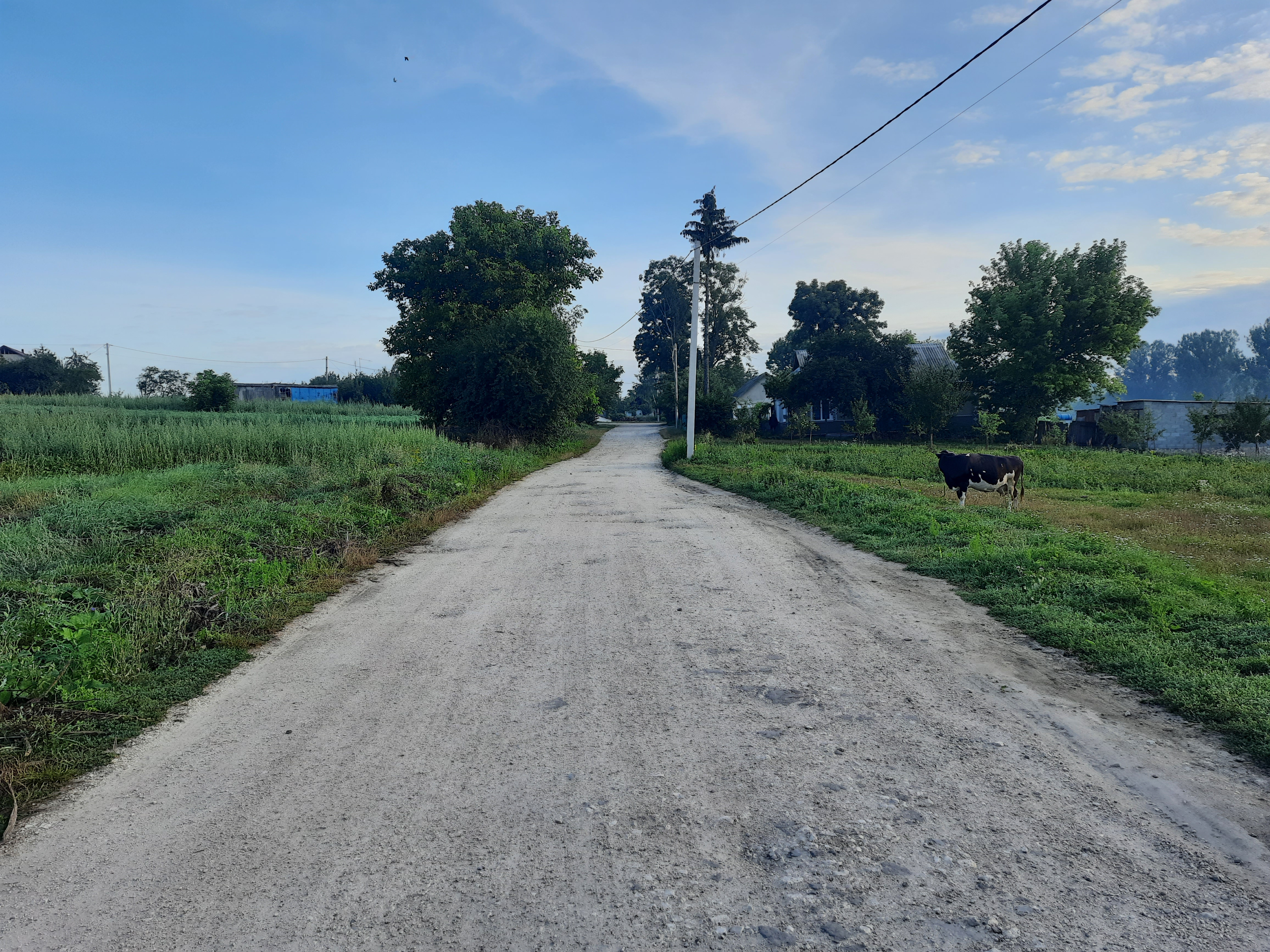
Сільський пейзаж
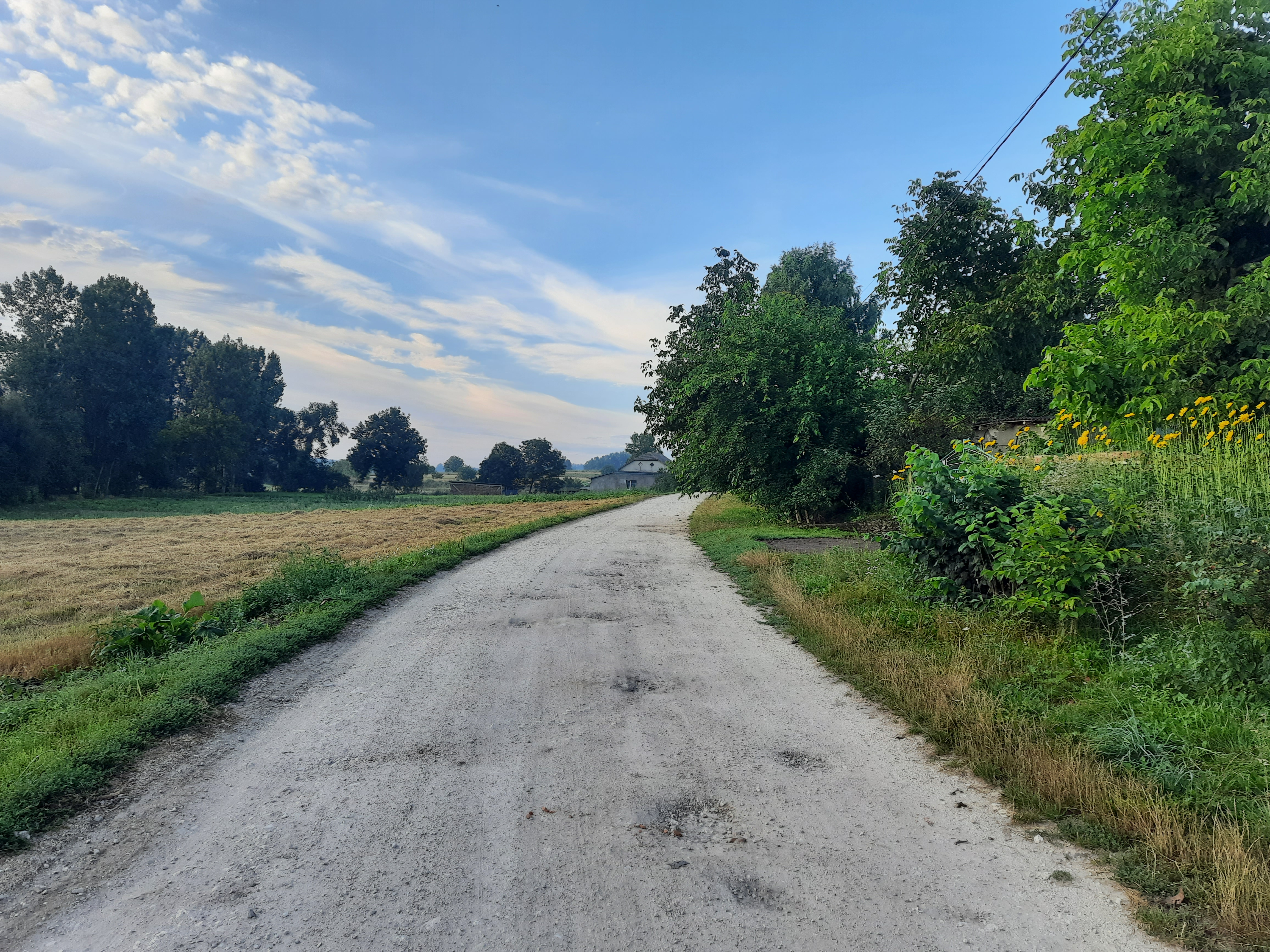
Околиця села